# バルマレイの泉

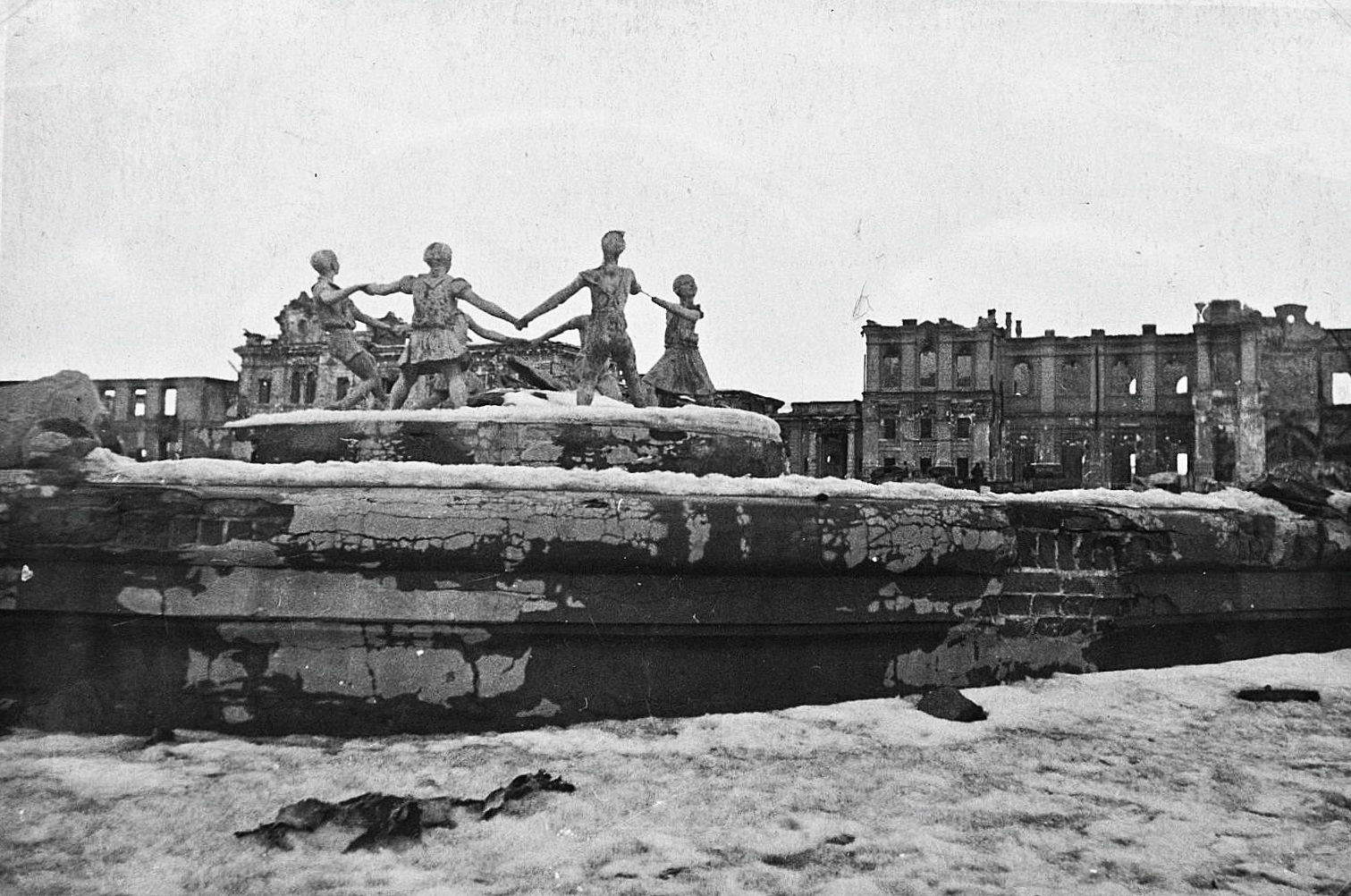
1942年8月23日 ドイツ空軍の爆撃の直後に撮られた写真。背後で炎上しているのはスターリングラード-1駅舎(向かって左半分が写り込んでいる)

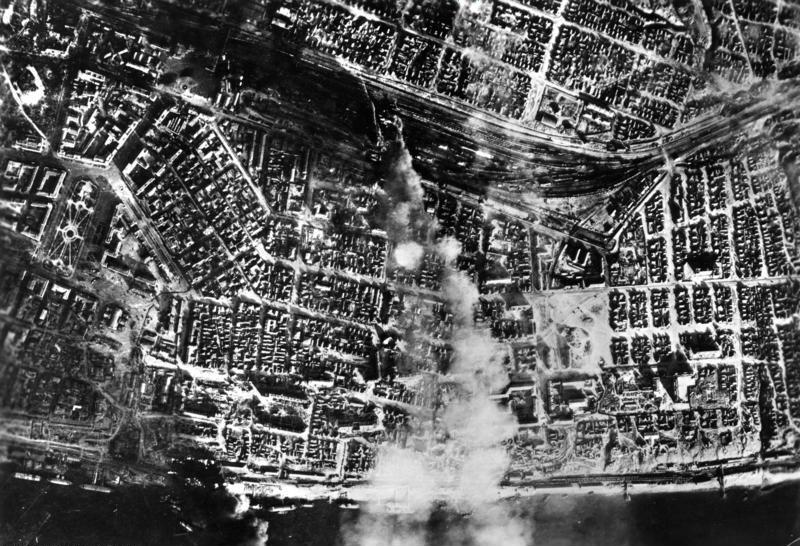
同時期のドイツ空軍によるスターリングラード-1駅付近の航空写真。左上方に円形構築物として泉が写っている

バルマレイの泉（バルマレイのいずみ、露：фонтан Бармалей  )は、スターリングラード(現ヴォルゴグラード)市内にあった泉の通称である。正式名は『子供達のホロヴォート』である。一匹の鰐の周りを輪になって踊る6人の子供達の像である。オリジナルの泉は1950年代に撤去されたが、2013年夏、2つのレプリカが設置された。

## 歴史
オリジナルの泉は1930年にスターリングラード-1駅舎(煉瓦造、1871年完成、革命後改築、戦禍で破壊)前広場に設置された。デザイナーは彫刻家ロムアリド・ヨドコである。コンクリート製であった。
これを原型に他都市にも同デザインの泉が設置されたが、いずれも現存しない。
バルマレイの泉は 1942年8月にエマヌイル・エヴゼリヒンに撮影された一連の写真によって一躍有名になった。それはスターリングラード攻防戦の惨禍と無邪気に遊ぶ子供達のイメージを対比するものだった。
オリジナルの泉は第二次世界大戦後修復されたが1951年に取り壊された。

## レプリカ
2013年夏、ヴォルゴグラード市内にバルマレイの泉のレプリカが設置された。1つはヴォルゴグラード-1駅前広場に、

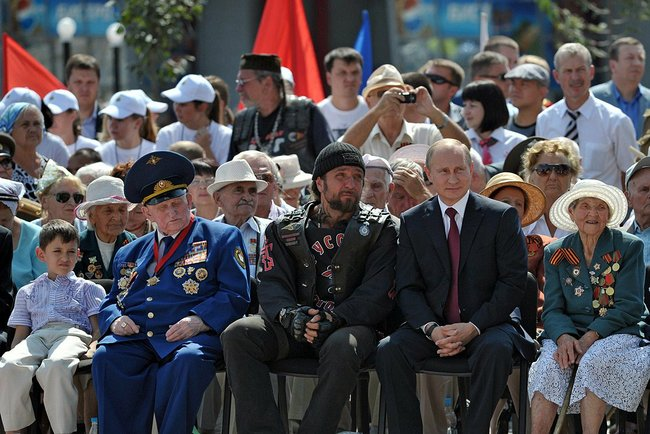
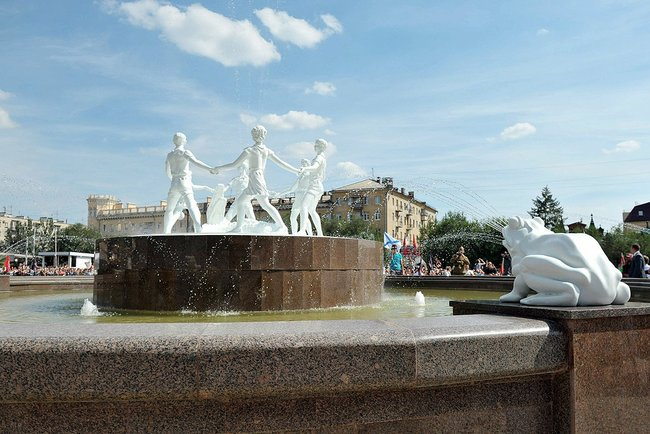
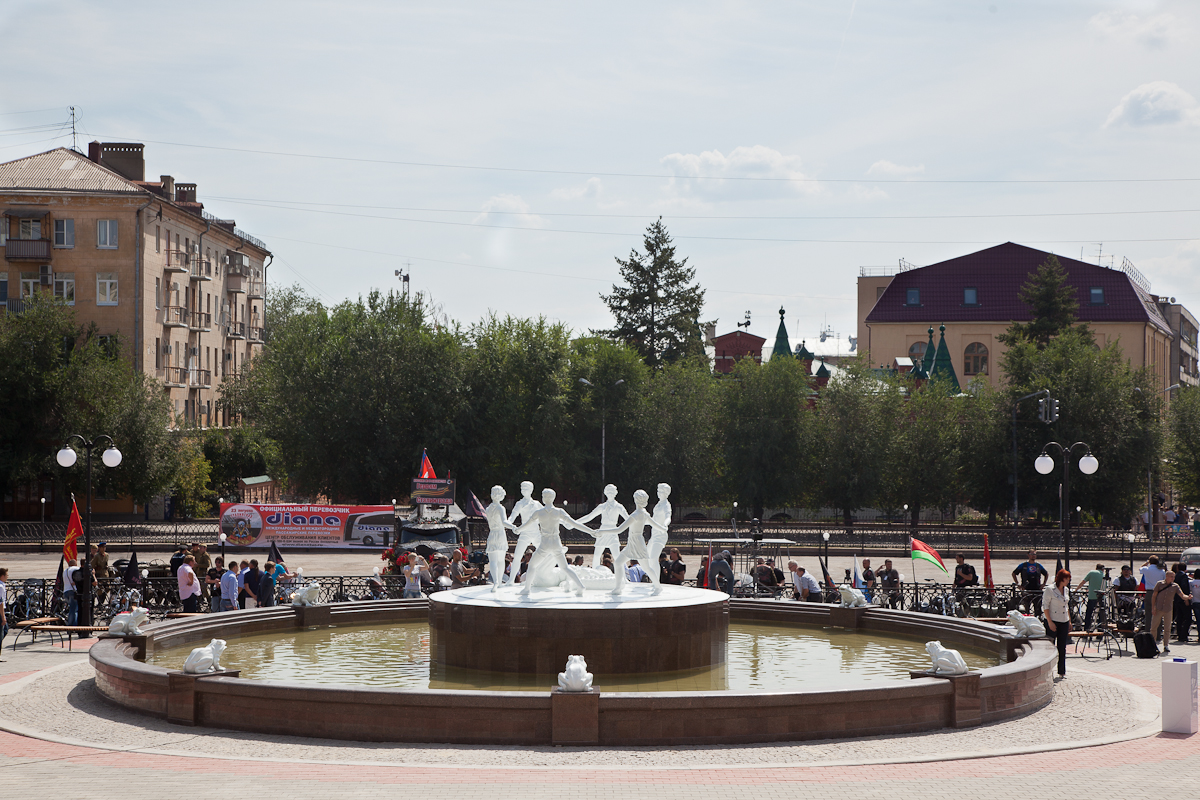

もう一つは戦争で廃墟化した旧製粉工場跡に設置された。

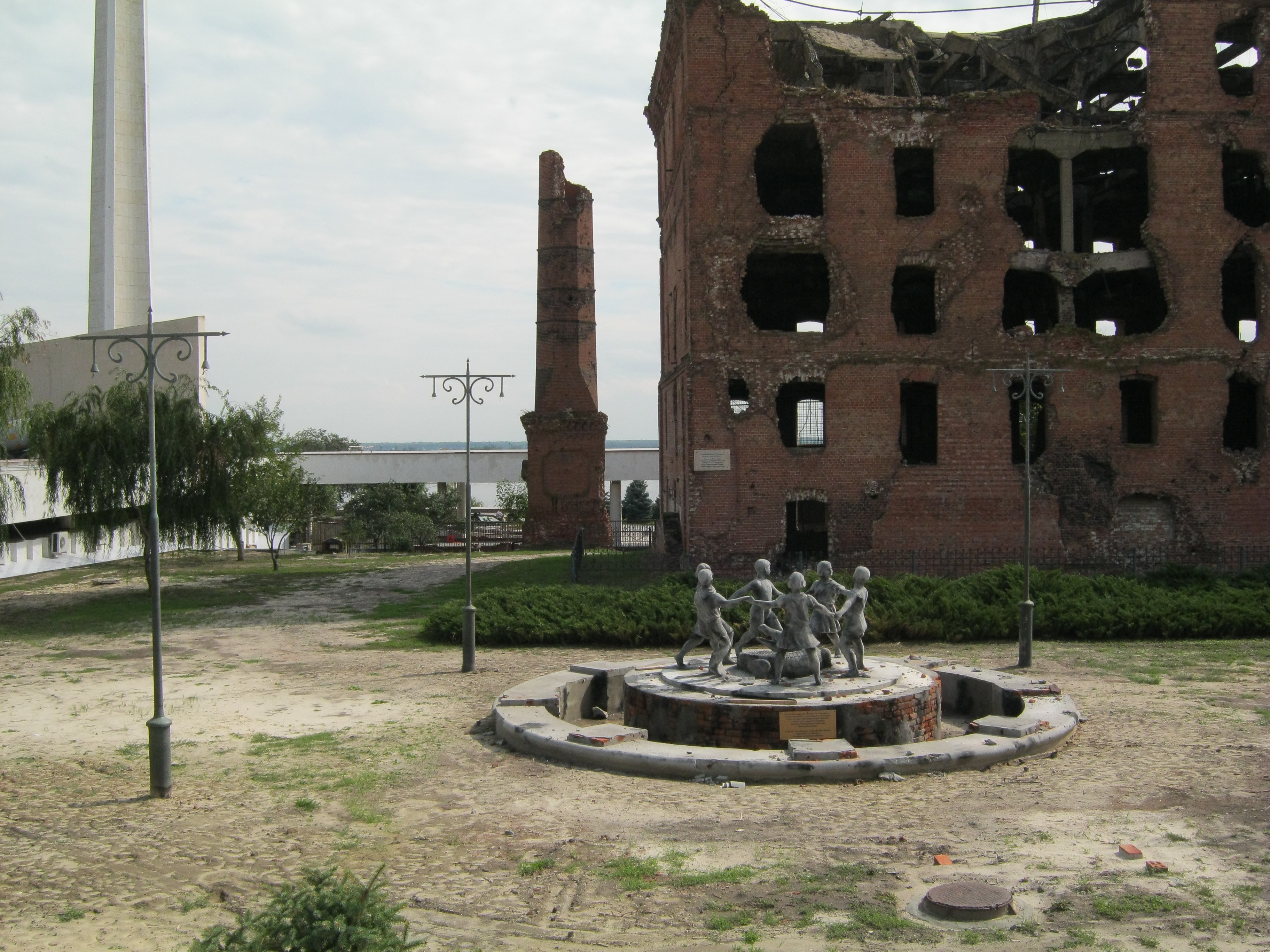

## 名前の由来
像の寓意は1925年にコルネイ・チュコフスキーによって書かれた童謡詩『バルマレイ』に由来する。